# Matka-bohater
Matka-bohater (ros. Мать-героиня, trn. Mat’-gieroinia) – wysoki tytuł honorowy i order ZSRR, który ustanowiono w 1944 roku. Nadawany był w latach 1944–1991 matkom, które urodziły i wychowały 10 dzieci.
Tytuł honorowy Matki-bohatera został ustanowiony dekretem Prezydium Rady Najwyższej ZSRR z 8 lipca 1944. Związane było to z dużymi stratami ludzkimi ZSRR na frontach trwającej II wojny światowej. 18 sierpnia 1944 został zatwierdzony regulamin przyznawania tego tytułu oraz wzór towarzyszącego mu orderu. Tytuł ten został ustanowiony równocześnie z Orderem Macierzyńskiej Sławy i Medalem Macierzyństwa, którymi były nagradzane matki mające 5–9 dzieci.

## Zasady nadawania

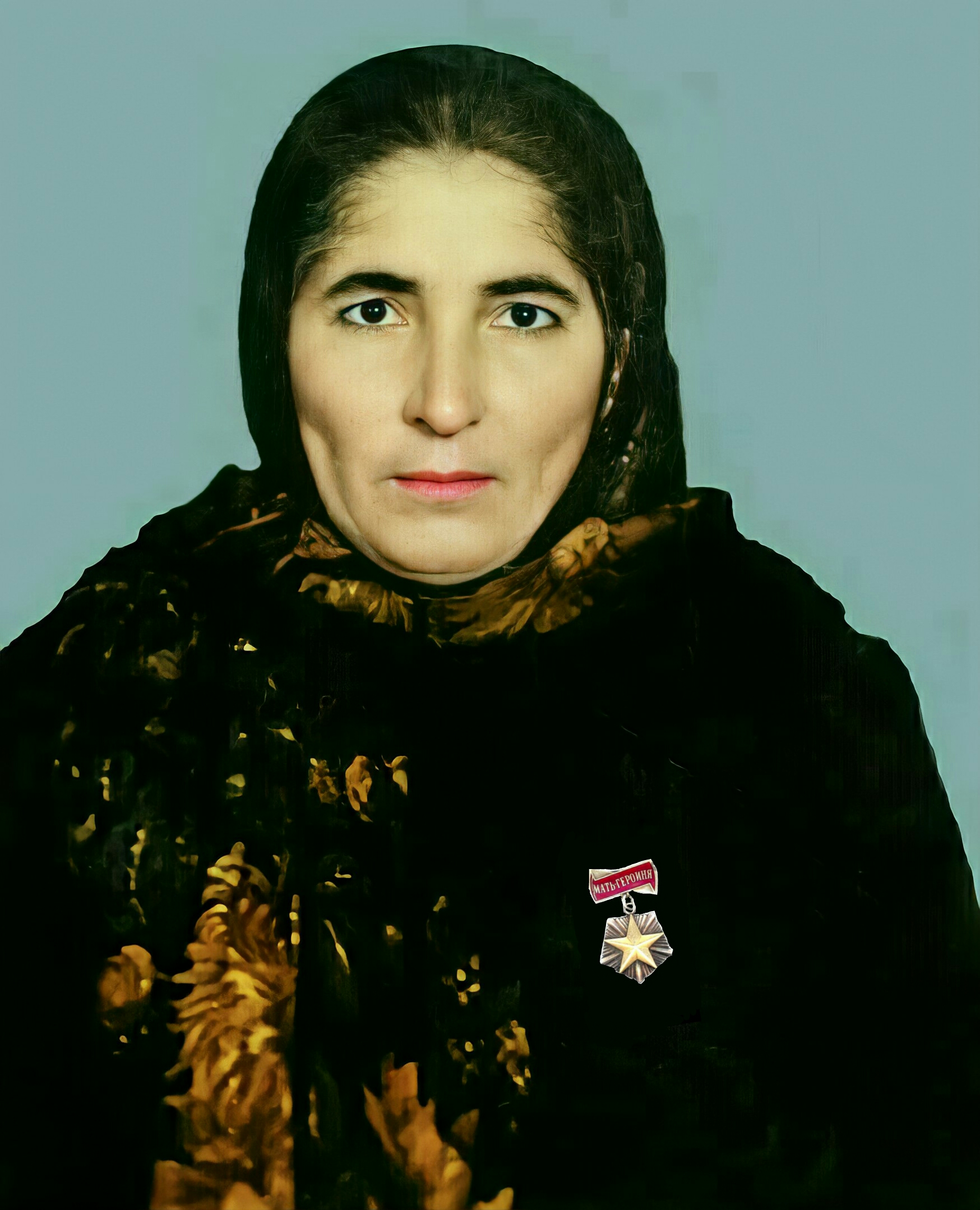
Khanbika Aslan gizi Jafarova (1930–1997) z tytułem „Bohaterskiej Matki” Związku Radzieckiego

Tytuł i order „Matka-bohater” przysługiwały matkom, które urodziły i wychowały 10 lub więcej dzieci. Nadawano je po osiągnięciu roku życia dziesiątego dziecka, przy czym co do zasady pozostałe dzieci musiały pozostawać przy życiu. Zaliczano jednak także dzieci poległe lub zaginione w obronie ZSRR lub przy pełnieniu innych obowiązków wynikających ze służby wojskowej, wypełnianiu powinności obywatela ZSRR, ratowania życia ludzkiego, ochronie socjalistycznej własności i socjalistycznego porządku prawnego, a także zmarłe na skutek ran lub chorób związanych z pełnieniem tych obowiązków lub wypadkiem przy pracy lub chorobą zawodową. Liczono także dzieci adoptowane.
Pierwsze nadanie miało miejsce 27 października 1944, dla 14 kobiet, ostatnie: 14 listopada 1991. Według stanu na 1 stycznia 1995, tytułem i orderem zostało wyróżnionych ok. 431 000 kobiet i 1 mężczyznę (który sam zaadoptował i wychował 12 dzieci).
Order noszono na lewej stronie piersi, nad innymi orderami lub medalami.

## Wygląd odznaki orderu

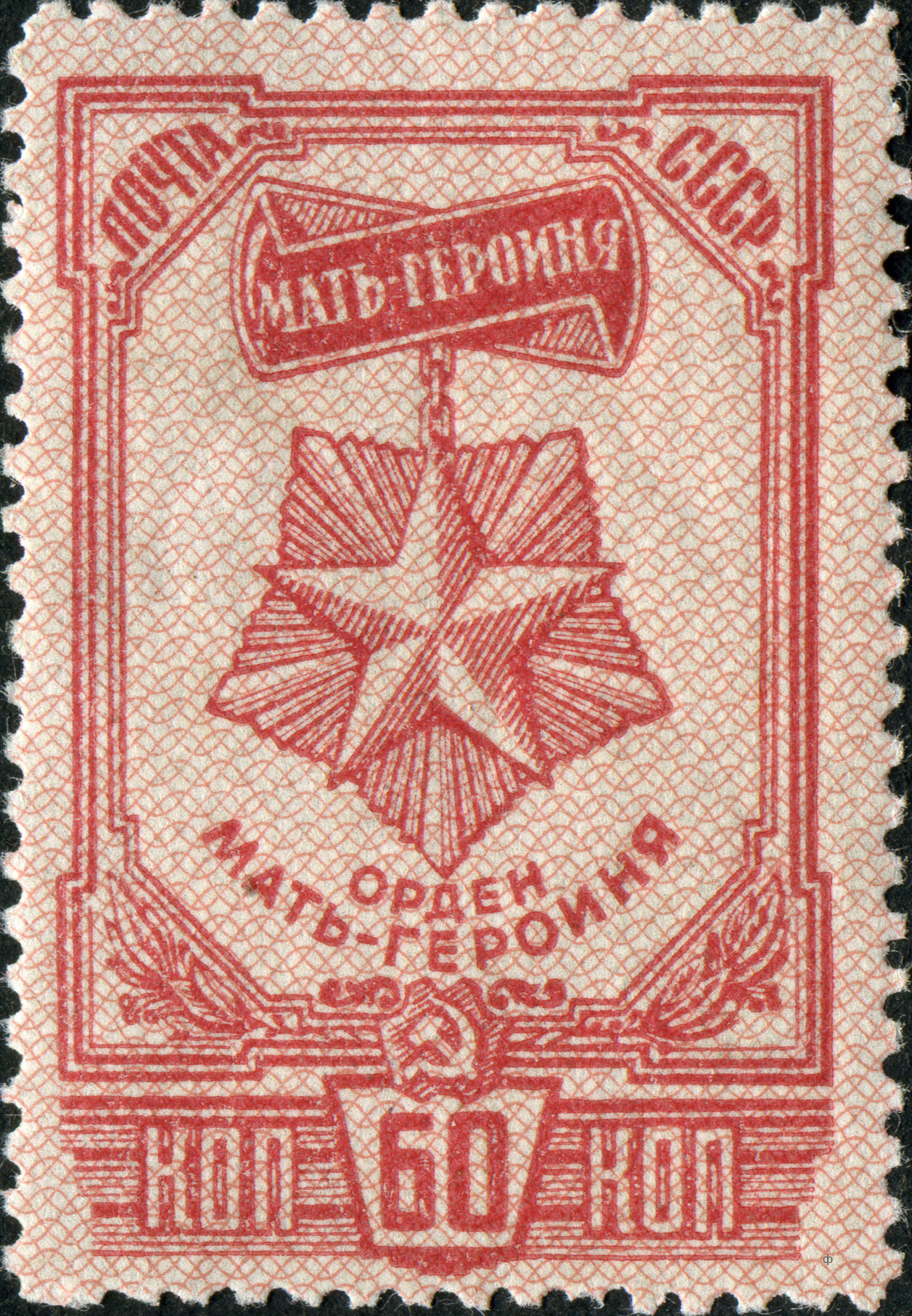
Radziecki znaczek z wizerunkiem orderu (1945)

Odznakę orderu stanowiła złota pięcioramienna gwiazda, skierowana wierzchołkiem w górę, przymocowana na tle srebrnej tarczy w formie pięciokąta foremnego, skierowanego wierzchołkiem w dół, z reliefem stylizowanych promieni. Tarcza miała rozmiar 28 mm między przeciwległymi wierzchołkami. Tarcza zawieszona była za pomocą kółka na metalowej przywieszce, w formie stylizowanej wstęgi z pozłacanym napisem: МАТЬ-ГЕРОИНЯ (tłum. matka-bohaterka) na czerwonym emaliowanym tle. Rewers tarczy był gładki, z sygnaturą mennicy (monetnyj dwor), na odwrotnej stronie przywieszki była agrafka do zawieszania.
Odznaka zawierała 4,5 g złota (próby 583) i 11,525 g srebra (wersja: 1975). Masa odznaki wynosiła 17,5573 g.